# Pietro Maletti
Pietro Maletti (geboren 24. Mai 1880 in Castiglione delle Stiviere; gestorben 10. Dezember 1940 in Sidi Barrani) war ein italienischer General. Während der Besetzung Abessiniens durch das faschistische Italien befehligte er die italienischen Kolonialtruppen während der Massaker von Debre Libanos und Engecha im Mai 1937. Zudem war er für weitere Repressalien und die Deportation von äthiopischen Zivilisten in das Konzentrationslager Danane verantwortlich.

## Leben

### Anfangsjahre und Erster Weltkrieg
Maletti meldete sich 1898 im Alter von 18 für fünf Jahre freiwillig zum Militärdienst. Bei den Bersaglieri wurde er im Juni 1900 zum Unteroffizier befördert. Noch vor Ablauf seiner Dienstzeit entschied er sich für die Offizierslaufbahn. Er wurde auf die Militärschule in Modena geschickt, die er 1906 als Sottotenente abschloss.
Nach drei Jahren Dienst wurde er zum Tenente befördert. Mit dem Ersten Weltkrieg erfuhr seine bis dahin langsam verlaufende Karriere eine wesentliche Beschleunigung. Anfang 1915 wurde er zum Hauptmann befördert. Mit diesem Dienstgrad trat er seinen Kriegsdienst nach dem italienischen Kriegseintritt am 24. Mai 1915 an. In den Reihen der 3ª Armata kämpfte er an der Isonzo-Front im Karst. Im Juni 1917 folgte seine Beförderung zum Major. Vermutlich wegen seines aufbrausenden Charakters, mit dem er bereits in seiner Zeit als Unteroffizier aufgefallen war, wurde er Ende Juli 1917 aus dem Frontdienst genommen und in die italienische Kolonie Tripolitanien versetzt.

### Libyen
In Libyen wurde ihm das Kommando eines in Eritrea aufgestellten Askari-Bataillons bei Marsa Susa in der Cyrenaika anvertraut. Aus seiner Personalakte geht hervor, dass er sehr auf Disziplin geachtet, keine Zugeständnisse seinen Untergebenen gegenüber gemacht und seine ihm unterstellten Truppen geschliffen habe. Charaktereigenschaften, die ihm in der Heimat noch vorgehalten wurden, aber in Libyen als wertvoll betrachtet wurden. Bis 1923 befehligte er Askari-Einheiten in der italienischen Kolonie in Nordafrika. Anfang 1924 wurde er zum Befehlshaber des westlichen Nafusa Gebirges mit Hauptquartier in Nalut ernannt. Im April 1926 wurde er dem Militärkommando in Sirte unterstellt und wenig später folgte seine Beförderung zum Oberstleutnant. 1927 kehrte er in die Cyrenaika zurück, wo er bis 1934 verblieb und 1931 zum Oberst befördert wurde.
Nach 17 Dienstjahren in Libyen kehrte Pietro Maletti im Frühjahr 1934 nach Italien zurück und übernahm das Kommando über das 4. Bersaglieri-Regiment. Während seiner Dienstzeit in Nordafrika, in der er zeitweise General Rodolfo Graziani unterstand, konnte er sich im Zweiten Italienisch-Libyschen Krieg als strenger Kolonialoffizier auszeichnen, was dem faschistischen Regime nicht verborgen blieb. Er war an den Kämpfen in Jalu, Kufra und der Eroberung des Fessan ebenso beteiligt, wie an der Suche nach dem Anführer des libyschen Widerstands Omar Mukhtar.

### Abessinien
1935 wurde er von Graziani, der ihn bei der Unterdrückung des libyschen Widerstandes schätzen gelernt hatte, in Vorbereitung des Abessinienkrieges in die Kolonie Italienisch-Somaliland beordert. In Somalia befehligte er beim Angriff auf Abessinien im Oktober 1935 mit der 1. arabisch-somalischen Kampfgruppe eine weitere Askari-Einheit.
Während des Abessinienfeldzuges fiel er nur insoweit auf, als seine ihm unterstellten Einheiten bei den Kämpfen um Hamanlei in Ogaden im November 1935, trotz technischer und numerischer Überlegenheit, aufgrund einiger taktischer Fehleinschätzungen Malettis unerwartet hohe Verluste zu verzeichnen hatten. Er selbst rechtfertigte sich damit, dass für die aufgetretenen Schwierigkeiten die schlechte technische Ausrüstung verantwortlich gewesen sei. Nach der vollmundigen Siegesverkündung Mussolinis im Mai 1936 wurde er zum Stadtkommandanten von Dire Dawa ernannt und im Juli zum Brigadegeneral befördert. In der Folgezeit war er mit der Unterdrückung des äthiopischen Widerstandes beschäftigt, dem er mit noch härteren Maßnahmen begegnete, als dem libyschen Widerstand Jahre zuvor. Das gescheiterte Attentat auf Graziani in Addis Abeba am 19. Februar 1937 löste eine Gewaltwelle gegen die äthiopische Bevölkerung aus, bei denen Maletti einer der Hauptakteure war. Mittlerweile einer der engsten Vertrauten von Graziani, löste er im April Ruggero Tracchia als Kommandant der Region Nord-Ost Shewa mit Hauptquartier in Debre Berhan ab.
Mit seiner Kolonial-Polizei ging Maletti nun brutal gegen den angeblichen äthiopischen Widerstand vor. Am 24. April ließ er bei einer Repressalie in der Umgebung von Debre Berhan 106 angebliche Widerstandskämpfer erschießen und um die 800 Hütten niederbrennen. Dass es sich dabei um keine Aktion gegen die äthiopische Guerilla, sondern um einen willkürlichen Racheakt handelte, zeigt der Umstand, dass bei der ganzen Aktion lediglich eine Schusswaffe gefunden wurde. Am 1. Mai ordnete er eine weitere Polizeiaktion westlich von Debre Berhan an. Am 18. Mai übermittelte er dem Kolonialminister Minister Alessandro Lessona die nüchterne Bilanz seiner Aktion: 2491 getötete Rebellen, 321 Kirchen und 15.302 Hütten niedergebrannt, eigene Verluste 30 Tote und 71 Verwundete, erbeutetes Material zwei Kanonen, drei Maschinengewehre und 1229 Gewehre.
Den blutigen Höhepunkt dieser von Maletti geleiteten Repressalien stellte das Massaker von Debre Libanos zwischen dem 20. und 25. Mai 1937 dar. Der gegen Angehörige der äthiopisch-orthodoxen Kirche gerichteten Aktion, angeblich hielten sich die Attentäter Grazianis unter den Mönchen versteckt, fielen auch zahlreiche Gläubige, Laien und Pilger zum Opfer. Bei dem Massaker um die Klosterstadt Debre Libanos wurden nach Aussagen von Historikern bis zu 2000 Menschen getötet, während Maletti in seinem offiziellen Bericht nur 452 Tote angab. Bereits auf dem Marsch nach Debre Libanos, etwa 75 km westlich Debre Berhan gelegen, hatten die von Maletti befehligten Truppen eine Blutspur hinter sich gelassen und am 13. Mai das Kloster Gulteniè Ghedem Micael zerstört und die Mönche erschossen.
Während des Massakers von Debre Libanos und der Plünderung des Klosters ließ Maletti mehrere hundert Äthiopier verschleppen und am 26. Mai nach Rücksprache mit Graziani bei Engecha etwa 10 km von Debre Berhan erschießen. Dem Massaker von Engecha fielen insgesamt weitere 500 Menschen zum Opfer. Auch in diesem Fall gab Maletti in seinem Bericht lediglich 155 erschossene Diakone an.
Im Juli 1937 ließ er auf Anordnung Grazianis Nachforschungen über die Personen anstellen, die mit den Opfern von Debre Libanos und Engecha in Verbindung gestanden hatten. Infolgedessen wurden Hunderte, zumeist Angehörige der Opfer, darunter Frauen und Kinder, in das Konzentrationslager Danane südlich von Mogadischu deportiert. Als sich 1937 abzeichnete, dass Grazianis Zeit in Abessinien am Ablaufen war, wurden die Deportationen durch Maletti noch beschleunigt und waren Anfang November 1937 abgeschlossen. Historiker gehen davon aus, dass insgesamt über 1000 Menschen nach Danane deportiert wurden.

### Zweiter Weltkrieg
Im Juni 1938 wurde Maletti zum Divisionsgeneral befördert. Nach einem kürzeren Aufenthalt in Italien, kehrte er nach Italienisch-Ostafrika und zwar nach Eritrea zurück, verblieb aber nur kurz, vermutlich weil er als enger Vertrauter Grazianis unter Grazianis Nachfolger Amadeus von Aosta nicht mehr gern gesehen war. Im Januar 1939 wurde ihm ein Divisionskommando in Palermo anvertraut. Im Januar 1940 wechselte er zunächst in des Stab des XII. Armeekorps und im Mai dann in den Stab des XVI. Armeekorps, mit dem er nach dem italienischen Kriegseintritt im Juni 1940 in Nordafrika erneut unter dem Kommando von Graziani kämpfte. Während des Afrikafeldzuges führte er die nach ihm benannte Gruppe Maletti während der italienischen Invasion Ägyptens an. Er fiel am 10. Dezember 1940 bei der britischen Rückeroberung von Sidi Barrani während der Operation Compass und wurde posthum mit der Goldenen Tapferkeitsmedaille ausgezeichnet.
Noch in der Nachkriegszeit waren ihm mehrere Straßen in Italien gewidmet, unter anderem in seinem Geburtsort Castiglione delle Stiviere. Erst im Zuge der späten Aufarbeitung der italienischen Kolonialgeschichte, insbesondere nachdem das Massaker von Debre Libanos einem breiteren italienischen Publikum in einem Dokumentarfilm aus dem Jahr 2016 bekannt wurde, benannte man die Straßen um.